# شطحیات
شطح یا شطحیات در اصطلاح صوفیه گفتهٔ عجیب و پیچیده‌ای است که از جوشش روح صاحب وجد حاصل شده و حال او را وصف می‌کند. شطح حرکت و جوششی است که در پی وجد در عارف ظهور می‌کند. در لغت شطح به معنای حرکت است.
نخستین نمونه‌های آن در سدهٔ دوم هجری از کسانی چون ابراهیم ادهم و رابعه بصری منتشر شده‌است. نمونه‌های معروف تر آن متعلق به بایزید بسطامی، حسین بن منصور حلاج، ابونصر سراج طوسی، احمد غزالی، سهل تستری، الواسطی، ابوبکر شبلی، ابوالحسن خرقانی، ابوسعید ابوالخیر، ابوحامد غزالی، ابن عربی، بوعلی حریری، ابن سبعین و عفیف تلمسانی هستند.